# امزمیز
اَمِزمیز شهر کوچکی است در کشور مراکش.
این شهر که در ۵۵ کیلومتری جنوب شهر مراکش قرار گرفته طبیعتی سرسبز دارد.
شهر امزمیز در کوه‌پایهٔ رشته‌کوه اطلس بزرگ قرار دارد.
بیشتر جمعیت این شهر از اقوام بربر شاخهٔ شلوه هستند که به گویش تاشلهیت سخن می‌گویند.
سه‌شنبه‌بازار امزمیز در منطقه معروف است.